# Ahmad Salih Tuma
Ahmad Salih Tuma (ur. 1965 w Dajr az-Zaur) – syryjski opozycyjny działacz polityczny, premier syryjskiej koalicji narodowej od 14 września 2013 do 17 maja 2016.
Salih Tuma jest z wykształcenia dentystą. Był długoletnim opozycyjnym działaczem opozycyjnym, wielokrotnie zatrzymywany przez władze za swoją działalność, przez co przebywał w więzieniach łącznie dwa i pół roku. Po wybuchu wojny domowej w Syrii używając fałszywego nazwiska w 2012 uciekł do Turcji, gdzie współpracował z powstańczymi organami opozycyjnymi na uchodźstwie.
Po złożeniu dymisji w lipcu 2013 przez pierwszego premiera Syryjskiej Koalicji Narodowej na rzecz Opozycji i Sił Rewolucyjnych, Ghassana Hitu, 14 września 2013 wybrany na drugiego premiera w historii tego ciała opozycyjnego.